# Михайлович, Йосип
Йосип Михайлович (нем. Josip Mihalović; 16 января 1814, Торда, королевство Венгрия, Австрийская империя — 19 февраля 1891, Загреб, Австро-Венгрия) — австро-венгерский кардинал хорватского происхождения. Архиепископ Загреба с 27 июня 1870 по 27 февраля 1891. Кардинал-священник с 22 июня 1877, титулом церкви Сан-Панкрацио-фуори-ле-Мура с 25 июня 1877.